# Dassel
Dassel je gradić u južnom dijelu njemačke savezne pokrajine Donje Saske.

## Zemljopisni podatci
Nalazi se u umjerenom klimatskom pojasu, a njegovo područje zauzima više od 113 km². 10% površine zauzimaju ulice i građevine, 26% šume, a 62% poljoprivredne površine.

## Znamenitosti
- gotička crkva svetog Lovre iz 1447. s renesansnim muralom
- klasicistička crkva svetog Mihaela iz 1847. s baroknim oltarom

## Obrazovanje
U gradiću se nalaze dvije osnovne škole, srednja realna škola (nazvana po Rainaldu von Dasselu) i gimnazija (nazvana po Paulu Gerhardtu).

## Vanjske poveznice
- Službene stranice  Arhivirana inačica izvorne stranice od 28. travnja 2009. (Wayback Machine)